# Leioproctus lucidicinctus
Leioproctus lucidicinctus là một loài Hymenoptera trong họ Colletidae. Loài này được Houston mô tả khoa học năm 1990.